# Banikowska Przełęcz

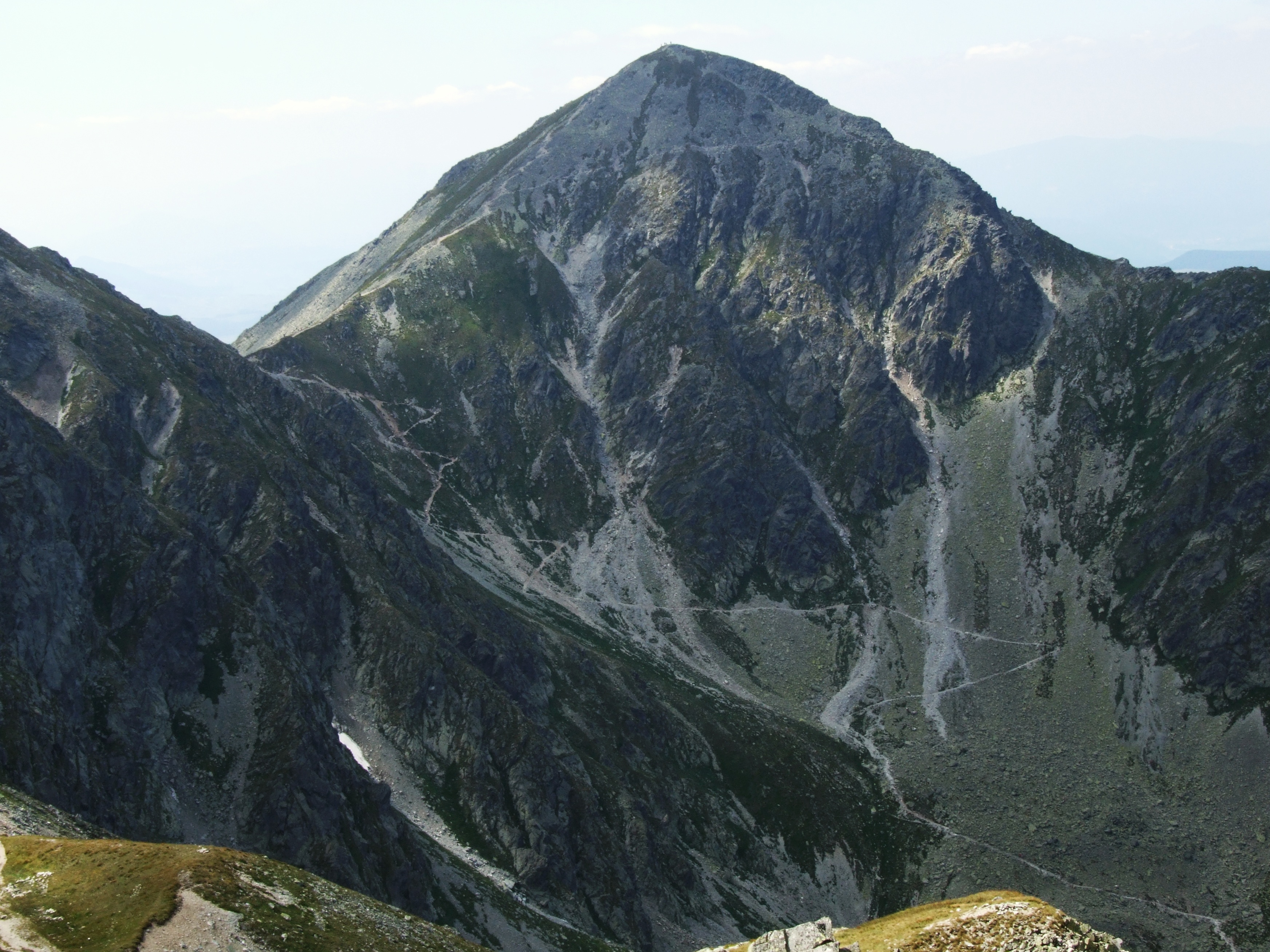
Spalona Dolina, Banikowska Przełęcz i Pachola

Banikowska Przełęcz (słow. Baníkovské sedlo) – znajdująca się na wysokości 2043 m n.p.m. przełęcz w grani głównej Tatr Zachodnich pomiędzy Banówką (2178 m) a Pachołem (2166 m). Północno-wschodnie stoki spod przełęczy opadają do polodowcowego kotła Doliny Spalonej, stoki południowo-zachodnie zaś do Doliny Parzychwost.
Nazwa przełęczy pochodzi od szczytu Banówka. Przełęcz ta jest jednym z przejść łączących doliny południowej i północnej strony Tatr oraz Orawę z Liptowem. Wcześniejsze pomiary określały wysokość przełęczy na 2040 m lub 2062 m.
Rejon przełęczy zbudowany jest ze skał krystalicznych (głównie granitów). W grani prowadzącej na szczyt Banówki znajdują się dwa skalne garby, które szlak turystyczny omija po prawej stronie. Przełęcz jest ważnym węzłem szlaków turystycznych.

## Szlaki turystyczne
– czerwony biegnący granią Tatr Zachodnich z Huciańskiej Przełęczy przez Białą Skałę, Siwy Wierch, Brestową, Salatyński Wierch, Mały Salatyn, Spaloną Kopę i Pachoł na Banikowską Przełęcz, z niej przez Banówkę, Hrubą Kopę, Trzy Kopy, Smutną Przełęcz i Rohacze na Wołowiec.
- Czas przejścia z Brestowej na Mały Salatyn: 1:10 h, z powrotem tyle samo
- Czas przejścia z Małego Salatyna na Banikowską Przełęcz: 2:15 h, z powrotem tyle samo
- Czas przejścia z Banikowskiej Przełęczy na Smutną Przełęcz: 2:30 h, z powrotem tyle samo
- Czas przejścia ze Smutnej Przełęczy na Wołowiec: 2:50 h, z powrotem 2:30 h

  – żółty przez Dolinę Spaloną obok Rohackich Wodospadów do polany Adamcula w Dolinie Rohackiej. Czas przejścia: 2:15 h, ↑ 3:05 h
  – zielony od Schroniska Żarskiego w Dolinie Żarskiej przez Jałowiecką Przełęcz i Banówkę na Banikowską Przełęcz, dalej Doliną Spaloną wspólnie ze szlakiem żółtym i obok Rohackich Stawów do Bufetu Rohackiego.
- Czas przejścia ze Schroniska Żarskiego na Banikowską Przełęcz: 3:30 h, ↓ 2:30 h
- Czas przejścia z przełęczy do bufetu: 2:35 h, ↑ 3:35 h

  – niebieski przez Dolinę Parzychwost do skrzyżowania szlaków w Dolinie Jałowieckiej. Czas przejścia: 2 h, ↑ 2:30 h